# Мілешть (Молдова)
Мілешть (рум. Milești) — село у Ніспоренському районі Молдови. Утворює окрему комуну.

## Населення
За даними перепису населення 2004 року у селі проживали 3044 особи.
Національний склад населення села:
| Національність       | Кількість осіб | Відсоток   |
| -------------------- | -------------- | ---------- |
| молдавани румуни     | 3013 20        | 99,0% 0,7% |
| росіяни              | 7              | 0,2%       |
| українці             | 3              | 0,1%       |
| інша / без відповіді | 1              | < 0,1%     |
| Всього               | 3044           | 100%       |